# Манчини, Антонио
Антонио Манчини (итал. Antonio Mancini; 14 ноября 1852, Рим, Италия — 28 декабря 1930, Рим, Италия) — итальянский художник, импрессионист.

## Биография
Родился в Риме. В 19 лет поступил в Королевский институт изящных искусств в г. Неаполе. Среди его преподавателей были Доменико Морелли (1823–1901) и Филиппо Палицци (1818–1899).
В 1872 впервые работы были выставлены в Парижском салоне.
Личное знакомство с Эдгаром Дега и Эдуардом Мане оказало влияние на стиль Манчини.
В 1881 перенес психическое заболевание, после которого переехал в Рим и прожил там около 20 лет.
Позже переехал во Фраскати, где прожил до 1918 года.
Жил в бедности. Выживал благодаря помощи друзей и ценителей его работ. Материальное положение улучшилось только после окончания Первой мировой войны.
Умер в 1930 году. Похоронен в базилике святых Вонифатия и Алексия на Авентинском холме.

## Галерея

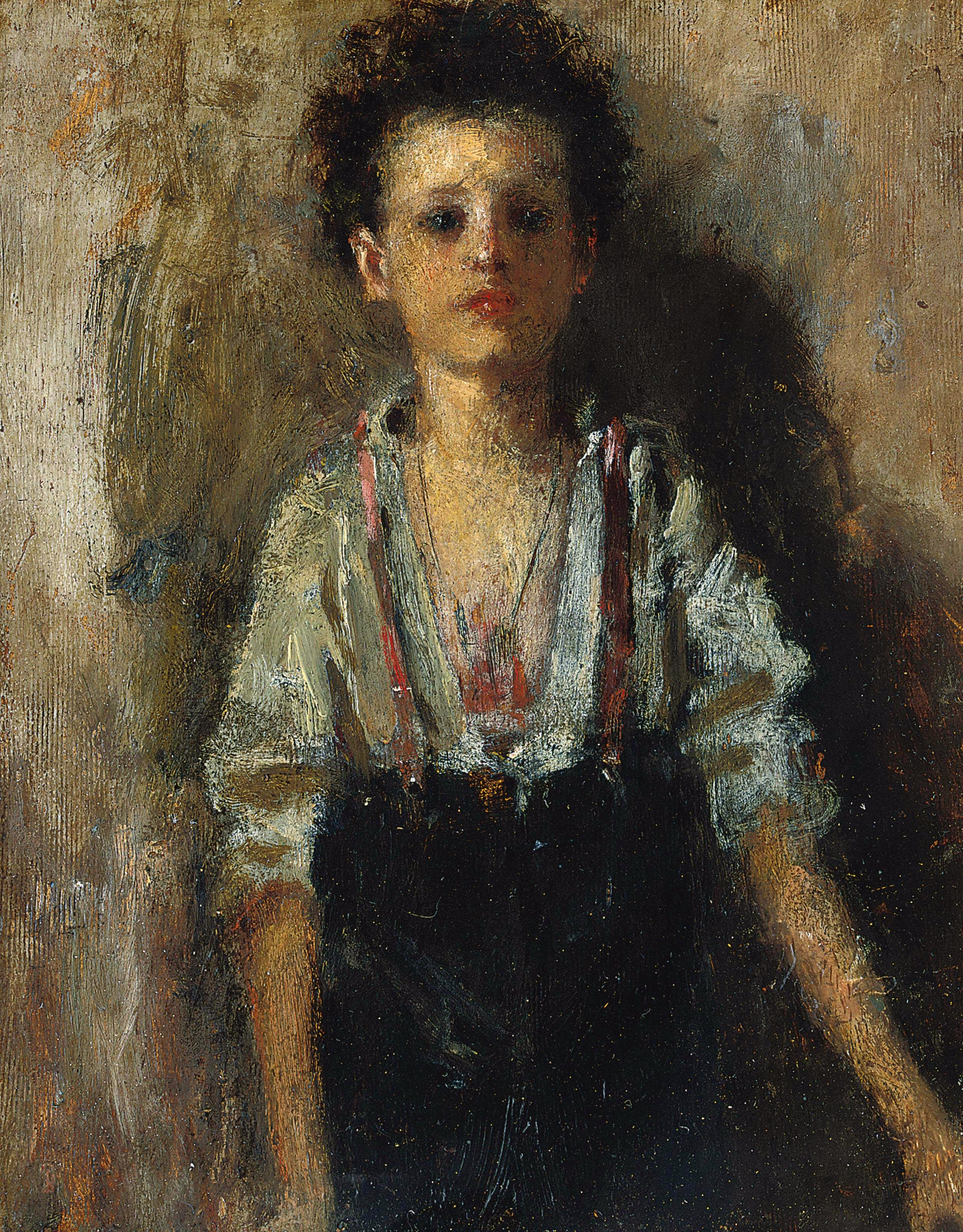
Lo Scungizzo (Мальчик)
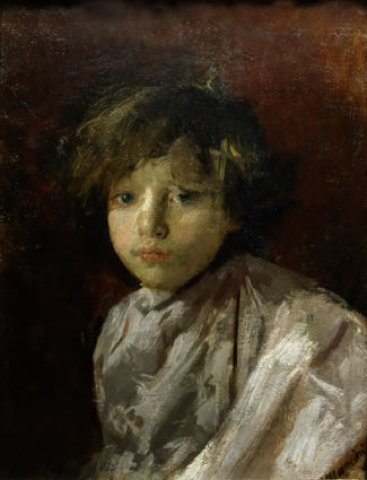
Il Malatino (The Weakling), ca. 1878
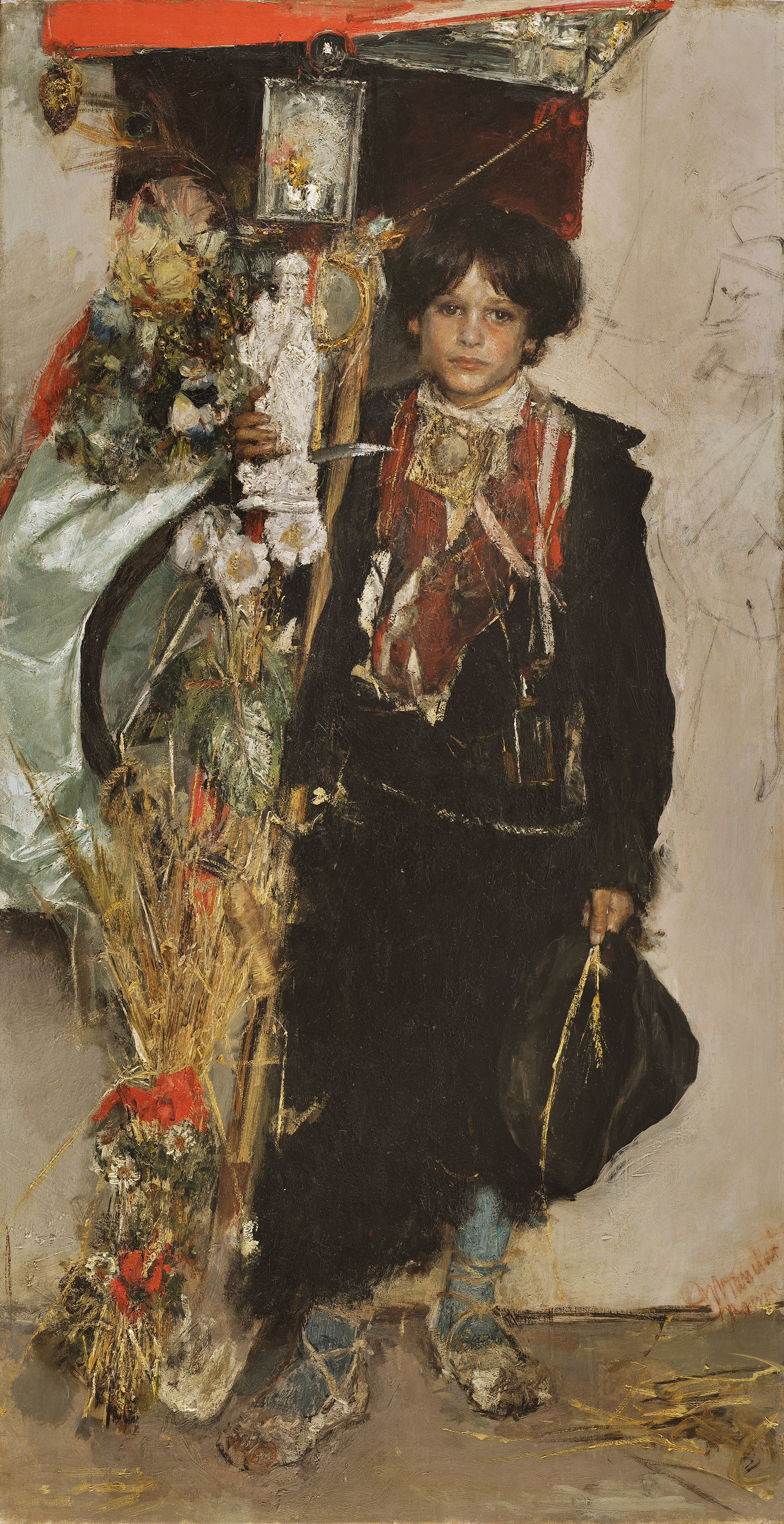
Standard Bearer of the Harvest Festival, ca. 1884
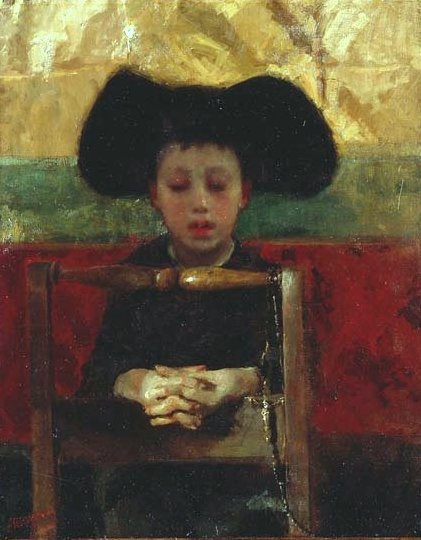
Prevetariello in Preghiera (The Little Seminarian, 1872)
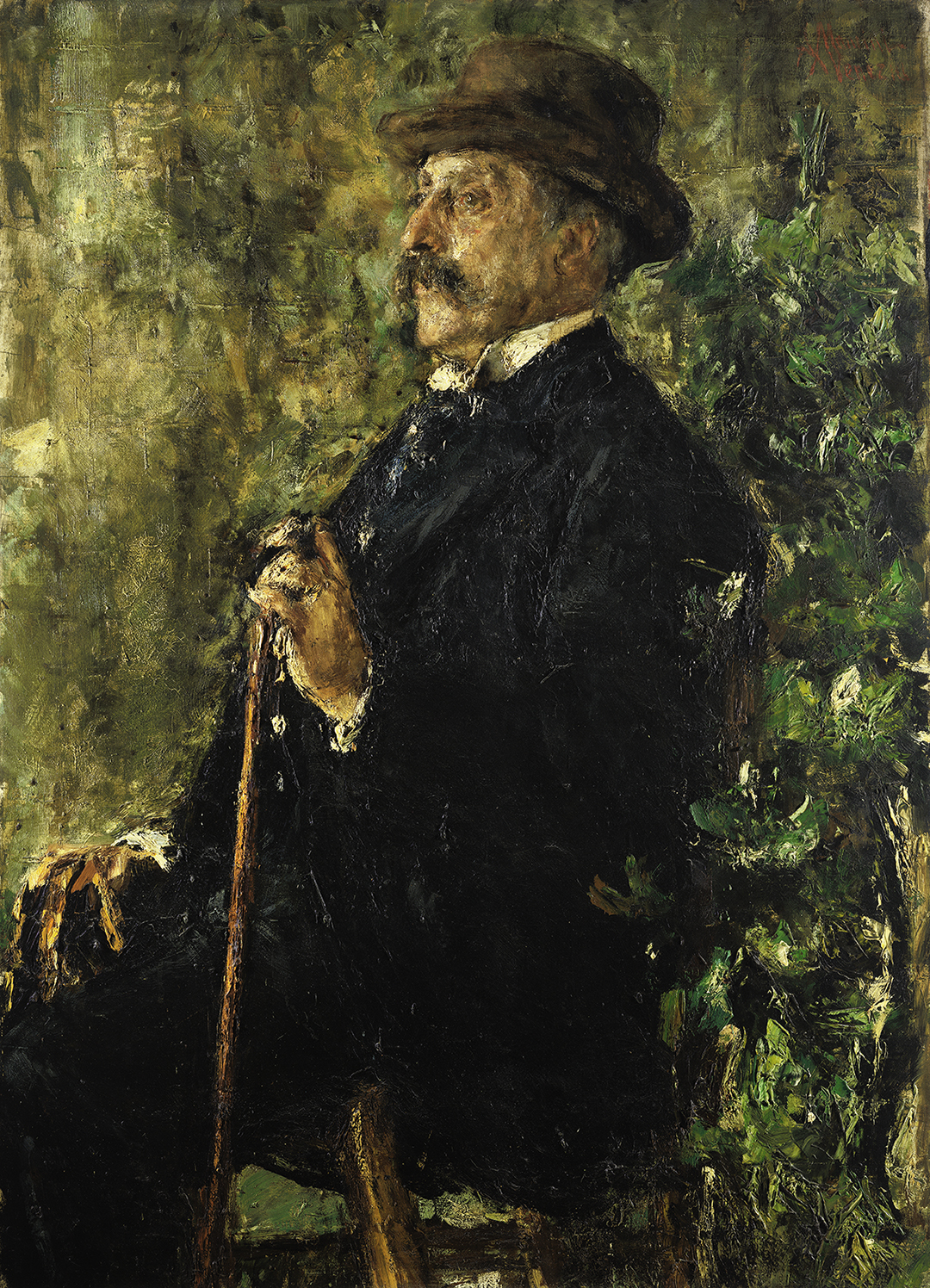
Portrait of John Lowell Gardner II, 1895
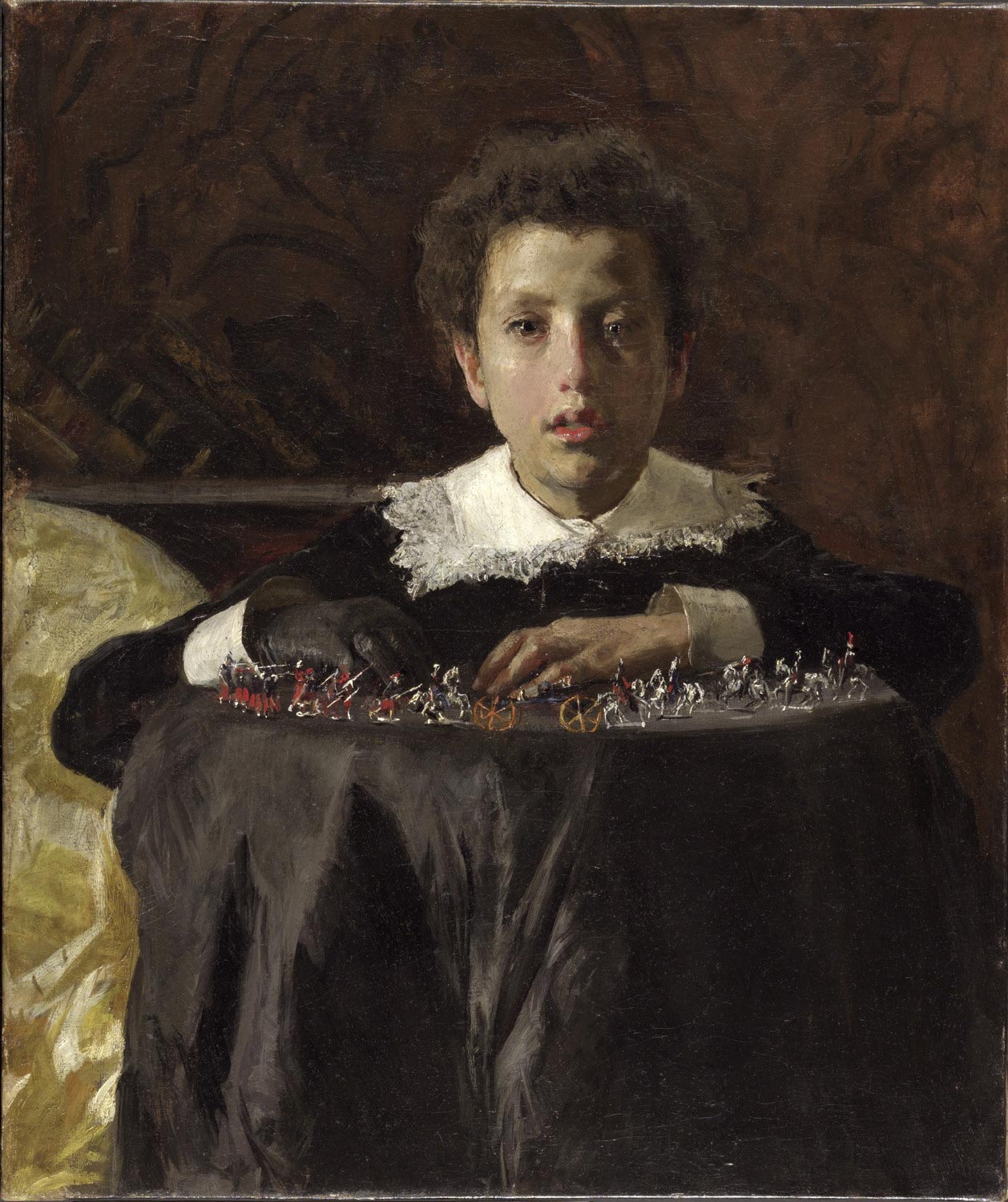
Giovinetto con i soldatini (Мальчик, играющий в солдатики, 1876)
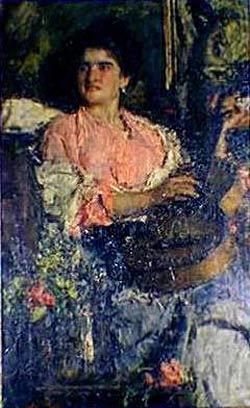
Canción Alegre (Радостная песня)
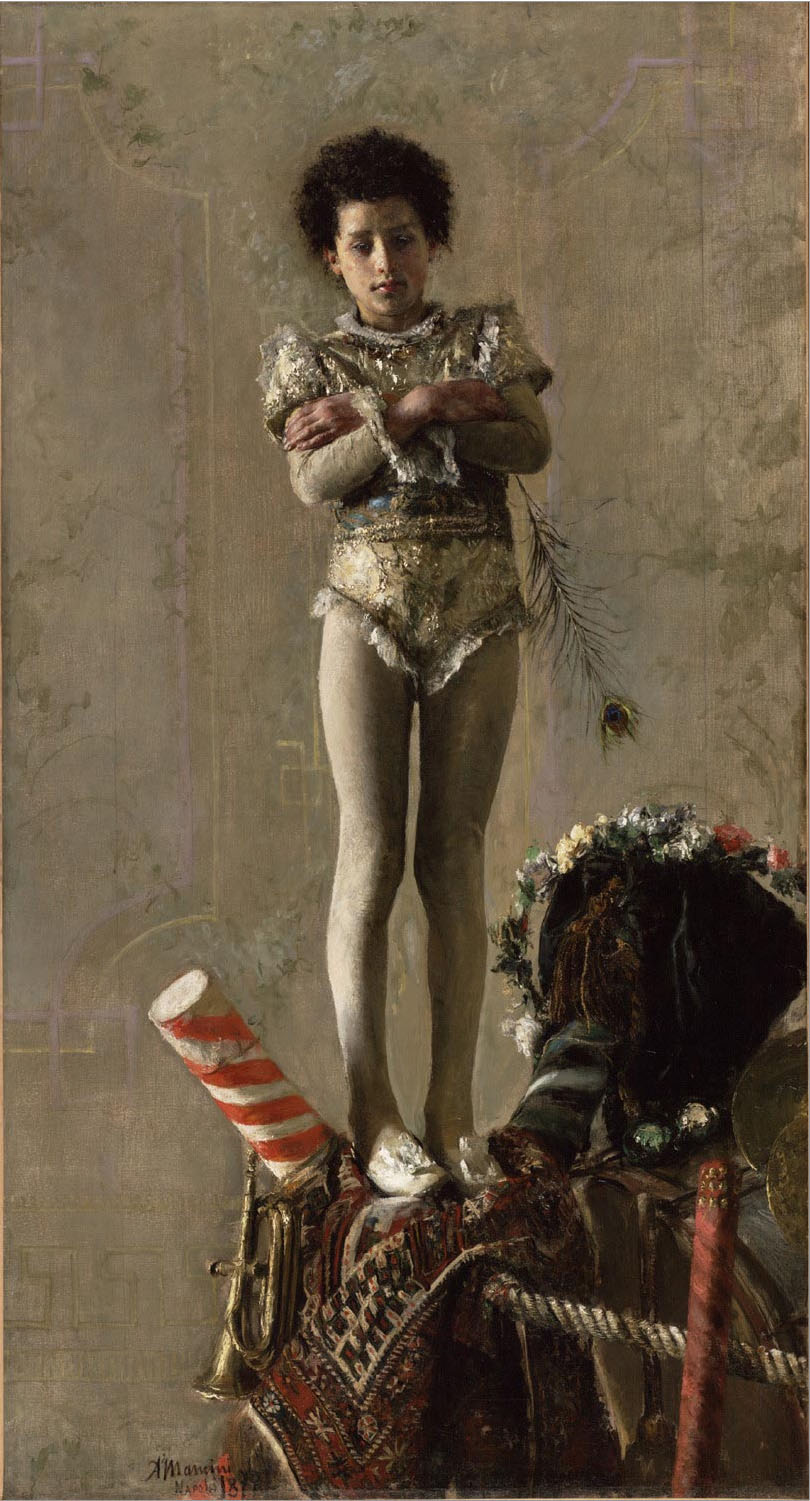
Il Saltimbanco (Акробат), 1879